# تضرع
التضرع هو شكل من أشكال الدعاء والتوسل إلى الله.

## الأصل اللغوي
يدور معنى التضرع حول الطلب بذل وخضوع واستكانة، ومادة ضرع تدل على لينٍ في الشيء، ومن هذا الباب ضرع الشاة، فلو نظرت إلى صغير الحيوان حين يلتقم ثدي أمه، فيلح ويرتفع وينخفض ويجتهد بكل قوته كي يجذب هذا اللبن الذي به حياته.
فالتضرع هو دعاء الله وسؤاله بذل وخشوع وإظهار للفقر والمسكنة، قال المناويّ: (الضّراعة: الخضوع والتّذلّل). قال الله تعالى: (ادْعُوا رَبَّكُمْ تَضَرُّعاً وَخُفْيَةً إِنَّهُ لا يُحِبُّ الْمُعْتَدِينَ).

## التضرع في المسيحية
تستعمل كلمة أورانس (orans) من لاتينية العصور الوسطى وكذلك أورانت أو أورنتا، ويقصد بها "من يُصلي أو يُتوسل"، بالإضافة إلى رفع الأيدي، وهي وضعية جسدية للصلاة، عادةً ما تكون الوقوف، مع وضع المرفقين بالقرب من جانبي الجسم واليدين ممدودتين جانبيًا، والنخيل لأعلى. وقد كانت شائعة في المسيحية المبكرة، ويمكن رؤيتها كثيرًا في الفن المسيحي المبكر، حيث نصح بها العديد من آباء الكنيسة الأوائل، الذين اعتبروها "مخطط الصليب". في العصر الحديث، لا يزال موقف الأوران محفوظًا في الأرثوذكسية الشرقية، كما هو الحال عندما يصلي المؤمنون المسيحيون الأقباط الساعات السبع القانونية للأجبية في أوقات صلاة ثابتة. يحدث الأوران أيضًا في أجزاء من الطقوس الكاثوليكية والأرثوذكسية الشرقية والأرثوذكسية الشرقية واللوثرية والأنجليكانية والعبادة الخمسينية والكاريزمية والممارسات الزهدية لبعض الجماعات الدينية.

## معرض الصور

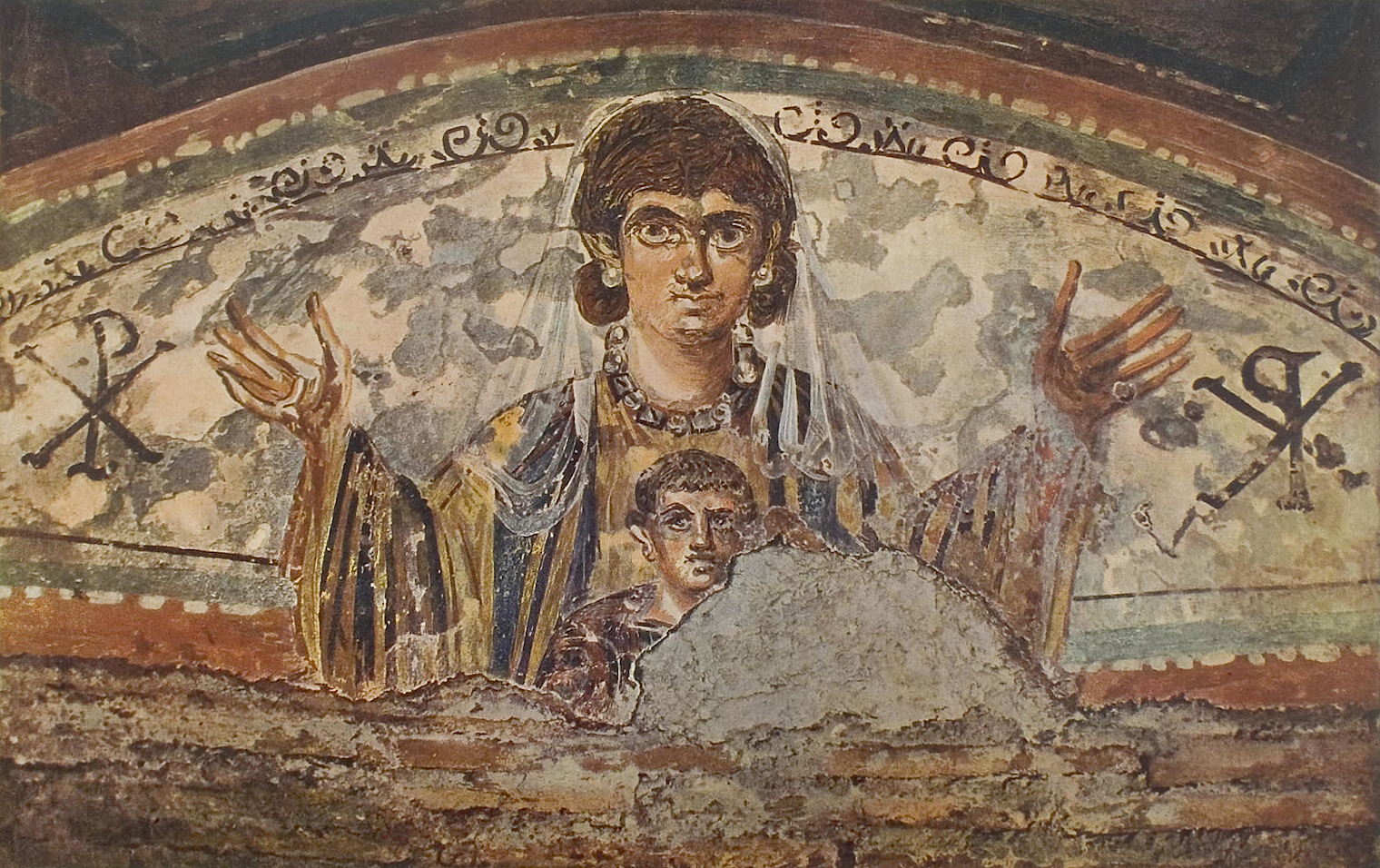
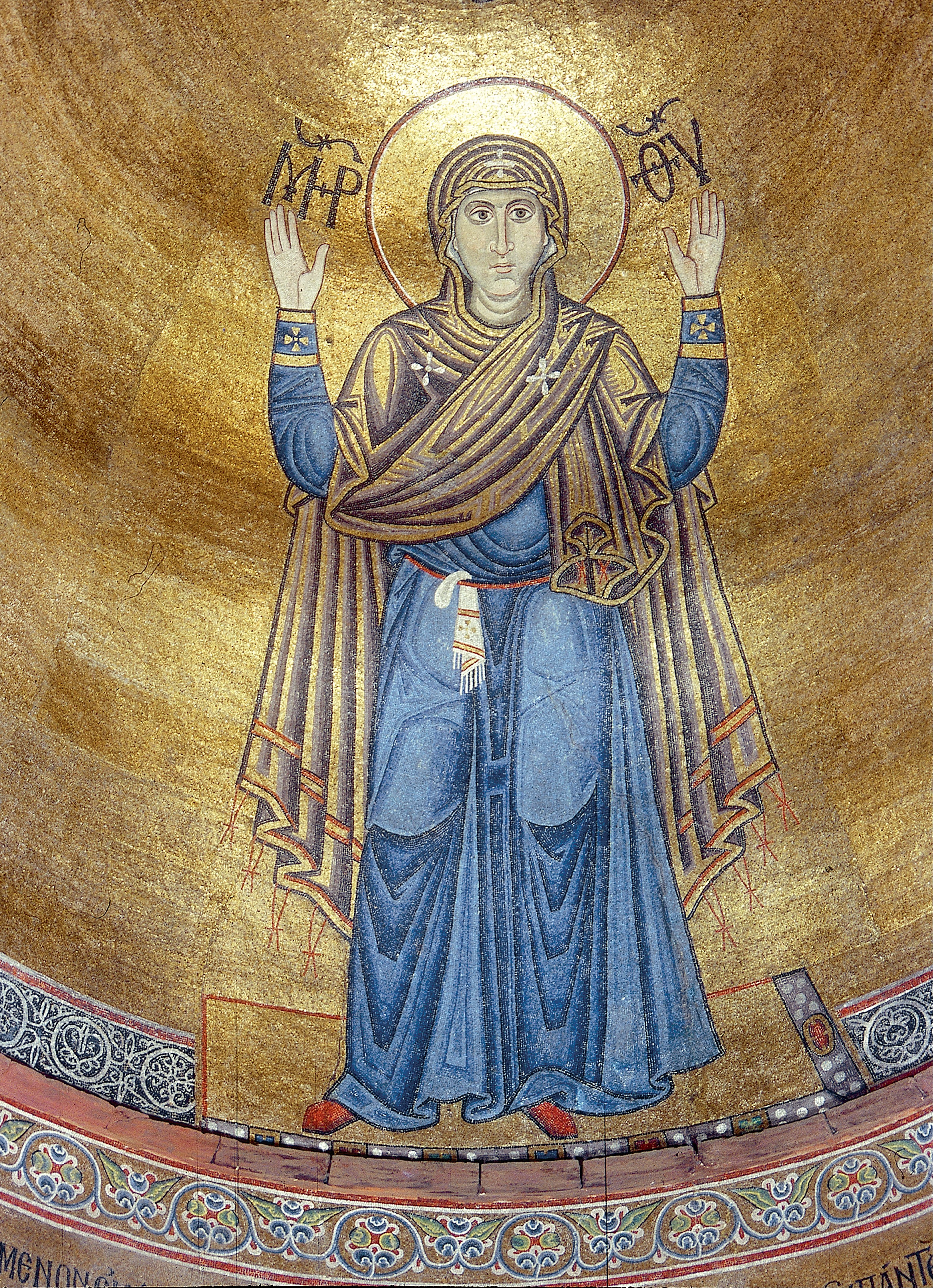
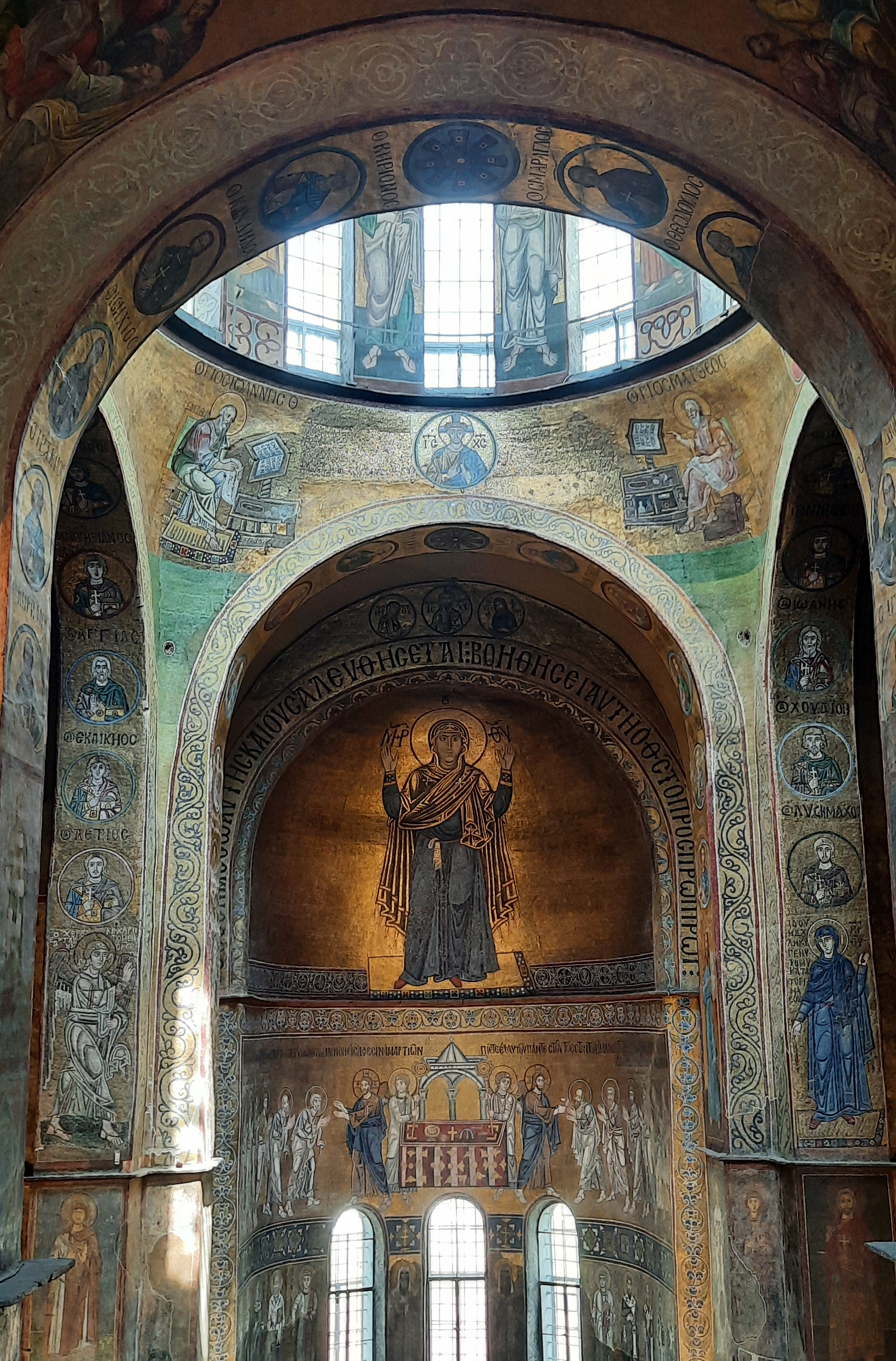
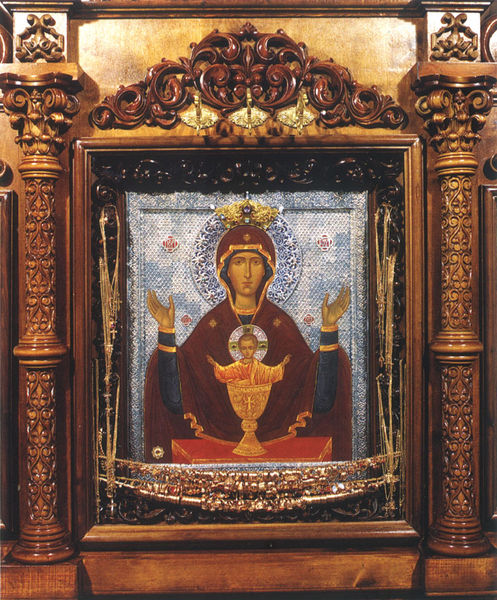